# Коник сірий
Коник сірий (Decticus verrucivorus) — вид прямокрилих комах родини коників (Tettigoniidae).

## Поширення
Вид поширений в Європі та Азії від півдня Англії та Скандинавії до півночі Китаю. Живе переважно на низькорослих гірських луках, на сухих луках, а також на вологих луках. Також часто зустрічається на перелогах.

## Опис
Самці завдовжки від 24 до 38 міліметрів, самиці — від 26 до 44 міліметрів. Забарвлення варіюється між зеленим, жовто-коричневим і чорно-бурим кольорами, тварини часто плямисті у суміші цих кольорів. На крилах є темно-коричневі кубичні плями. Крила вузькі і маленькі в порівнянні з масивним тілом. У самців середня довжина передніх крил 27,36 мм, довжина задніх крил, повністю закритих передніми крилами в стані спокою, в середньому 24,70 мм. У самиці передні крила в середньому мають розміри 29,03 мм, задні — 26,65 мм. Відомі дуже короткокрилі форми (з Італії) і довгокрилі. Довжина антен приблизно дорівнює тілу. Довгий яйцеклад у самиць трохи загнутий догори. Церки самців мають зуби позаду середини.

## Спосіб життя
Веде наземний і денний спосіб життя. Самці видають звуки з досить різким звуком, злегка модульованим. Полюбляє сонячні місця, такі як сухі, південні схили, пустощі та луки, тримається також у заростях. Комаха всеїдна — харчується комахами та рослинами.

## Підвиди
Підвиди згідно з Orthoptera Species File:
- D. verrucivorus assiduus Ingrisch, Willemse & Heller, 1992 — Іспанія
- D. verrucivorus brevipennis Götz, 1970 — Франція
- D. verrucivorus crassus Götz, 1970 — Балкани, Туреччина
- D. verrucivorus gracilis Uvarov, 1930 — Північний Кавказ
- D. verrucivorus latipennis Liu, Chen & Liu, 2020 — північ Китаю
- D. verrucivorus longipennis Nedelkov, 1907 — Балкани
- D. verrucivorus mithati Ramme, 1939 — Туреччина
- D. verrucivorus monspeliensis Rambur, 1838 — Франція
- D. verrucivorus sayram Liu, Chen & Liu, 2020 — захід Китаю
- D. verrucivorus stoljarovi Götz, 1970 — Кавказ
- D. verrucivorus verrucivorus (Linnaeus, 1758)